# Metátesis olefínica

Metatesis olefínica.

Metátesis, del griego μετά (metá: ‘cambio’) y θέσις (thésis: ‘posición’), se refiere al intercambio de átomos entre dos moléculas. En la química de alquenos, metátesis es el intercambio de átomos de carbono entre un par de olefinas para producir dos olefinas con los sustituyentes intercambiados. Es un proceso intra o intermolecular entre 2 olefinas (también posible entre 2 alquinos o una olefina y un alquino) que da lugar a un intercambio entre las dos unidades del alqueno.
Análogamente a lo que ocurre en una reacción de intercambio iónico, en la que se forma el par iónico más estable a partir de otros dos iniciales, en química orgánica la metátesis es una reacción reversible y catalizada, en la que se produce una reorganización del enlace de la olefina, lo cual resulta en una redistribución de sus dos mitades de alquilideno. En general, las olefinas intercambian grupos alrededor de los dobles enlaces en presencia de carbenos metálicos (catalizadores) en los que participan ciertos metales de transición. Según sea la naturaleza de este metal (titanio, wolframio, molibdeno o rutenio, fundamentalmente), su reactividad frente a las olefinas es distinta, así como su tolerancia a otros grupos funcionales y a agentes medioambientales. Generalmente los catalizadores utilizados son metales de transición, generalmente de Mo o Ru del tipo LnM=R (o LnM≡R para 2 alquinos), los cuales han sido desarrollados por Robert H. Grubbs y Richard R. Schrock. Según esto, el mecanismo general (propuesto por Yves Chauvin) de una metátesis responde entonces al siguiente esquema:
Las reacciones de metátasis son muy útiles para la formación de enlaces C-C, lo que nos permite unir fragmentos para la síntesis de moléculas más complejas, como pueden ser fármacos, plásticos, productos naturales, hidrocarburos, entre otros, a través de procesos más eficientes y amables con el medio ambiente que los procesos tradicionales.

## Historia
En 1956 se observó, por primera vez, que cuando se hacía pasar una corriente de propileno a través de un catalizador de óxido de molibdeno soportado sobre alúmina, se obtenía como gas de salida, una mezcla de propileno, eteno y 1-buteno además del polímero deseado. Así también, cuando el gas alimentado fue ciclopenteno, se obtuvo un polímero insaturado lineal. Simultáneamente, otra patente en el marco de la industria del caucho, demostraba la formación de buteno y eteno a partir de propeno mediada por un cóctel de metales análogo, en lo que se denominó «reacción de desproporción de olefinas».
Tuvieron que pasar diez años, en los que se propusieron varios mecanismos que no explicaban completamente los productos de las reacciones conocidas hasta ese momento. para que los químicos de la compañía Goodyear Tire and Rubber descubrieran la conexión mecanística entre ambas transformaciones, proponiendo por primera vez el uso de la palabra metátesis.
Yves Chauvin investigador del área industrial, sugirió que la metátesis de la olefina está iniciada por un carbeno metálico que reacciona con ésta para formar un intermediario metalociclobutano que posteriormente se rompe para formar una nueva olefina y un nuevo carbeno metálico, fue esta publicación la que esencialmente lo hizo merecedor de compartir el premio Nobel de 2005. No debemos dejar de mencionar la contribución del profesor Thomas J. Katz a la prueba del mecanismo y que fue el catalizador en el desarrollo de las reacciones de metátesis.
Cabe mencionar que hay autores que proponen a los metal-carbenos como iniciadores de las metátesis y no como catalizadores, puesto que nunca se recupera el reactivo inicial, no obstante el término de catalizadores fue el que finalmente predominó.

### Aportaciones de Yves Chauvin
Diez años antes de que se hubiesen aislado los metalocarbenos (que más propiamente deberían denominarse metal-alquilidenos), propuso el mecanismo de la metátesis de olefinas, conocido como mecanismo de Chauvin, que se acepta hoy día con el nombre de mecanismo de disociación trans, porque una olefina se coordina en trans respecto a un ligando secundario (L) de un metal. Los principales pasos de este mecanismo reversible implican que un ligando de fosfina se disocia del complejo inicial (A), en el que el metal tiene valencia + 16, para formar la especie activa (B), con valencia + 14. Tras la coordinación con una olefina, se forma por una cicloadición [2+2] un intermedio de metalociclobutano (D), que tras una ciclorreversión [2+2] se transforma en un complejo π (E), y este origina otro complejo activo de valencia + 14 (F) y libera la nueva olefina que contiene un carbeno del catalizador y un carbeno de la olefina inicial. La especie activa F contiene el otro de los dos carbenos de la olefina inicial, y puede reiniciar el ciclo catalítico o ser atrapada por un ligando para dar G. La reacción se demuestra en la figura 1.

Figura 1. Reacción con olefina.

Figura 2. Mecanismo de metátesis.

De esta forma, en cada ciclo se pueden formar especies de metalocarbeno que resultan de la combinación del metal con cada uno de los dos carbenos de la olefina de partida.
Chauvin y Hérisson realizaron varios experimentos para comprobar este mecanismo, y en 1973 propusieron que en la transformación del 2-buteno en propeno catalizada por una mezcla de WCl6 y MeLi, se producía primero la metilación del wolframio para dar WCH3 y este, por una eliminación α, se transformaba en el metalocarbeno W=CH2, originándose a continuación la metátesis.

### Aportaciones de Richard R. Schrock
Richard Schrock hizo su doctorado en Harvard, fue debido a la gran influencia que tuvo del también doctorando en Harvard G. Wilkinson (premio Novel en 1973), que estuvo tratando de sintetizar un complejo estable con tántalo como [Ta(CH2CMe3)5], pero no pudo. Sin embargo, al tratar de coordinar un quinto ligando de neopentilo, esto produjo neopentano y, a través de una reacción de α-eliminación, se formó el [Ta(CH2CMe)3=(CHCMe3)]. Este fue el primer complejo estable de metalocarbeno (o metal-alquilideno) en el que el metal tenía un alto grado de oxidación.

Catalizador de Schrock.

Luego de esto Schrock preparó otra serie de complejos que contenían alquiledenos, incluso añadiendo el grupo metileno: TaCp2(CH3)(=CH2). También incorporó diversos metales de alto grado de oxidación, como niobio o tántalo, y los caracterizó en estado cristalino por rayos X y en solución por RMN. Estos descubrimientos no supusieron todavía un avance en las reacciones de metátesis de olefinas, porque ninguno de los metalocarbenos que se preparaban eran capaces de catalizarlas. Sin embargo, algunos de los complejos eran capaces de catalizar la dimeración de olefinas.
En las reacciones de dimerización se coordinan dos moléculas de eteno para dar un metal-ciclopentano. Esto se produce porque a través de una β-eliminación se origina un hidruro de metal-(3-butenilo) y este, por eliminación reductora, se transforma en 1-buteno iniciándose un nuevo ciclo catalítico.
En 1980, el grupo de Schrock del MIT encontró algunos catalizadores de niobio y tántalo [M(=CH-t Bu)Cl(PMe3)(O-t Bu)2] que, debido a la presencia de ligandos de tipo alcóxido, permitían la metátesis del cis-2-penteno. La reacción fue posible con los catalizadores de wolframio de tipo [W(CO)5(=CPh2)], que debido a su descomposición previa, fueron la primera prueba de que el mecanismo de Chauvin era veraz.
En 1980 el grupo de Schrock se enfocó en la investigación de algunos complejos de alquilideno de molibdeno y wolframio, llegando a los compuestos de fórmula estable [M(=CHCMe2Ph) (=N-Ar)(OR2)]. En 1990 fue publicado «el catalizador de Schrock», lo cual significó un gran avance en las reacciones de metátesis desde los catalizadores de wolframio de Katz, ya que estos catalizadores eran extraordinariamente reactivos frente a un gran número de sustratos de tipo alqueno, además de ser muy útil para la síntesis de sistemas impedidos estéricamente. Su comercialización permitió preparar análogos quirales que se utilizaron en los primeros estudios de metátesis asimétrica. Sin embargo, los complejos de molibdeno tiene el inconveniente de ser muy sensibles al oxígeno, a la humedad y a muchos grupos polares, debido a la deficiencia electrónica que posee el metal.

### Aportaciones de Robert H. Grubbs
Los complejos de metal-alquilideno pueden clasificarse en dos grupos: los que contienen un carbeno nucleófilo, como el «catalizador de Schrock», y los que contienen un carbeno electrófilo debido a que la carga positiva del metal está aumentada por el efecto atractor de electrones de ligandos de tipo carbonilo. Entre estos últimos se encuentran los complejos de hierro, estudiados por Pettit en 1966 [FeCp(CO)2(=CH2)]+ (Cp = ciclopentadienilo), y [RuCp[=C(Me) OMe](CO)(PCy3)][PF6], preparado en 1971 por un grupo de Oxford. El último fue el primer complejo conocido de tipo rutenio-carbeno, en el que el carbeno está estabilizado por un grupo metoxilo. Grubbs había estado interesado durante muchos años en las reacciones de metátesis. De hecho, un año después de la propuesta de mecanismo de Chauvin, publicó un trabajo acerca de los tres modos en que podían evolucionar los complejos de metal-ciclobutano formados en la reacción de especies de metal de transición-alquilideno y una olefina.

Grubbs, 1995. Catalizador de primera generación y el más utilizado. Cy= ciclohexilo

Influido por los trabajos de Natta en 1965 sobre la polimerización de ciclobuteno y 3-metilciclobuteno utilizando RuCl3 como catalizador, Grubbs publicó en 1988 la polimerización del 7-oxanorborneno utilizando también como catalizador RuCl3. Alternativamente, utilizó para esta reacción un complejo de rutenio soluble en agua: [Ru(H2O)6] (OTs)2 (Ts = toluenosulfonato), y pudo demostrar que durante la misma se formaba un intermedio de rutenio-alquilideno en el que la fuente de alquilideno era el diazoacetato de etilo, que se adicionaba a la solución acuosa de [Ru(H2O)6] (OTs)2. En 1992 Grubbs publicó el primer complejo de rutenio-carbeno, eficaz como catalizador en varias reacciones de metátesis que poseía una estructura bien definida, y tres años más tarde apareció y se comercializó el complejo (PCy3)2Cl2Ru5 CHC6H5 (Cy = ciclohexilo), llamado «catalizador de Grubbs de primera generación». Todavía hoy es el más utilizado por su estabilidad al aire y su compatibilidad con una gran variedad de grupos funcionales, a excepción de las aminas y los nitrilos en medio básico. Puede usarse sin necesidad de utilizar líneas de vacío o espacios totalmente libres de humedad, mientras que estas condiciones experimentales son necesarias cuando se utiliza el «catalizador de Schrock», que es más reactivo.

Grubbs, 1999. Catalizador de segunda generación.

Ya que los estudios mecanísticos indicaban, desde la propuesta de Chauvin, que un ligando de fosfina del catalizador se disociaba para generar el intermedio reactivo, con un átomo de rutenio con 14 electrones, era conveniente acelerar la disociación de este ligando. Para ello se introdujeron ligandos cíclicos de bis-amino carbeno (ligandos de Arduengo) en lugar de un resto de fosfina. Los ligandos de Arduengo son dadores σ excelentes sin propiedades como aceptores π, los cuales se obtienen fácilmente por desprotonación de los correspondientes cationes de imidazolio. Al introducir uno de estos ligandos en el catalizador de Grubbs de primera generación se aumentó la densidad electrónica del rutenio y se labilizó el enlace rutenio-fosfina, favoreciendo su disociación. Así surgió el «catalizador de Grubbs de segunda generación», que también está comercializado. Es el segundo más utilizado en la práctica general de las reacciones de metátesis y el primero en las reacciones de metátesis cruzada.

## Estrategias de metátesis
Disponemos de distintas estrategias para usar la metátesis en síntesis orgánica: Ring-Closing Metathesis (RCM), Ring-Opening Metathesis (ROM), Diene Methatesis, Cross Metathesis (CM), Ring-Opening Metathesis Polymerization (ROMP).

### Formación de olefinas cíclicas (ring closing metathesis: RCM)

Metátesis con cierre de anillo (RCM).

- Metátesis con cierre de anillo (RCM).

### Formación de dienos a partir de olefinas cíclicas (ring opening metathesis: ROM)

Metátesis con apertura de anillo (ROM).

- Metátesis con apertura de anillo (ROM).

### Acyclic diene metathesis polymerization: ADMET

Polimerización por metátesis acíclica de dienos (ADMET).

- Polimerización por metátesis acíclica de dienos (ADMET).

### Intercambio de grupos entre dos olefinas (cross-metathesis: CM)

Metátesis cruzada (CM).

- Metátesis cruzada (CM).

### Polimerización de olefinas cíclicas y acíclicas (ringopening metathesis polymerization: ROMP)

Polimerización por metátesis con apertura de anillo.

- Polimerización por metátesis con apertura de anillo.

## Aplicaciones
Las primeras aplicaciones de los catalizadores fueron dirigidas a productos con interés comercial. Así en el campo de los polímeros, es actualmente posible utilizar catalizadores de Grubbs modificados para hacer reaccione ROCM y ROMP para obtener nuevos polímeros en altos rendimientos , en condiciones no especiales; es decir, con atmósfera de oxígeno y cierta humedad, e incluso se ha podido sintetizar el tan deseado ciclopolietileno.
Una de las muchas maravillas de las reacciones de metátesis y su aplicación en la síntesis orgánica, es la obtención con gran facilidad y en altos rendimientos de compuestos cíclicos, la mayoría de ellos con alta complejidad estructural e interés farmacéutico.

### Petroquímica
Uno de los procesos catalíticos más importantes en la industria, ha sido el llamado Phillips Triolefin Process, el cual producía etileno y 2-buteno a partir de propeno utilizando un catalizador heterogéneo. Este proceso fue utilizado de 1966 a 1972, sin embargo, la demanda de propeno llevó a adoptar el proceso contrario, es decir, la producción de propeno a partir de eteno y 2-buteno, lo que fue llamado Olefins Conversion Technology (OCT).
Otro proceso destacado es el que utiliza la compañía de Shell Chemicals para producir olefinas lineales de cadena larga a partir de eteno, llamado Shell Higher Olefin Process (SHOP), lo que produce 1.2 millones de toneladas de olefinas por año.

### Síntesis de polímeros
La mayor parte de los polímeros obtenidos en procesos de metátesis son fabricados con la ayuda de catalizadores en fase homogénea. Por ejemplo, el polinorborneno fue el primer polímero comercial producido y puesto en el mercado en 1976 por una compañía francesa. Este es obtenido mediante una reacción de polimerización de 2-norborneno (biciclo(2.2.1)-2-hepteno), lo que produce un 90 % de polímero trans de alto peso molecular.

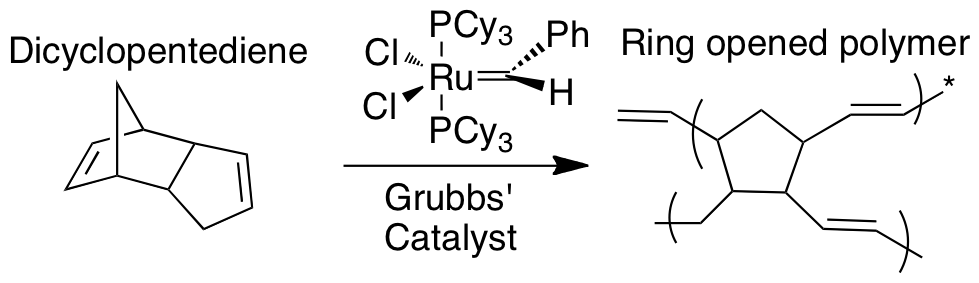
Reacción ROMP para producir poli-DCPD.

Otra síntesis de interés es la reacción de polimerización del endo-diciclopentadieno (DCPD), que se obtiene como subproducto de la industria petroquímica, para producir polidiciclopentadieno (poli-DCPD).Cuando solo sucede la metátesis el anillo del fragmento norborneno se obtiene un polímero lineal, sin embargo, bajo condiciones especiales es posible que el doble enlace del anillo de ciclopenteno también sufra metátesis, produciendo el poli-DCPD.
El cual es un producto rígido y termoestable con el cual se fabrican moldes para diferentes objetos, como módulos para baño, equipo de jardinería y maquinaria de construcción.